# Costa molisana
La Costa molisana si estende per circa 35 km di costa bassa e sabbiosa, tranne per il promontorio sul quale è arroccato il borgo antico di Termoli, circondato da mura che terminano a picco sul mare. Campomarino a sud, Petacciato e Montenero a nord rappresentano con Termoli l’intera Costa Molisana, con i suoi lidi e le sue spiagge dorate. Dal porto artificiale di Termoli, partono navi per le Isole Tremiti e la Croazia.